# 约翰·伯恩
约翰·伯恩（英語：John Burn，1884年6月25日—1958年8月28日），英国男子赛艇运动员。他曾代表英国剑桥赛艇俱乐部参加1908年夏季奥林匹克运动会赛艇比赛，获得男子八人单桨有舵手铜牌。